# Canthigaster inframacula
Canthigaster inframacula és una espècie de peix de la família dels tetraodòntids i de l'ordre dels tetraodontiformes.

## Morfologia
- Els mascles poden assolir 7,6 cm de longitud total.[4]

## Hàbitat
És un peix marí, de clima tropical i associat als esculls de corall que viu entre 124-274 m de fondària.

## Distribució geogràfica
Es troba a l'illa d'Oahu (Hawaii) i el Japó.

## Observacions
És inofensiu per als humans.